# أليكس إسكوبار
أليكس إسكوبار (بالبرتغالية: Alex Escobar) هو صحفي ومقدم تلفزيوني برازيلي، ولد في 15 أكتوبر 1974 في ريو دي جانيرو في البرازيل.